# Margarethe Bartsch
 (février 2025).
Pour les articles homonymes, voir Bartsch.
Margarethe Bartsch (Oschatz, 11 avril 1880 - Dresde, 28 décembre 1971) est une typographe et femme relieur allemande.

## Biographie
Bartsch étudie de 1910 à 1914 dans la première génération de femmes à l'Académie des arts graphiques et des métiers du livre de Leipzig, sous la direction de Hugo Steiner-Prag et de Hans Dannhorn. Elle suite pendant onze ans le cours de dessin typographique de Hermann Delitsch.
Elle est déjà active sur le plan artistique pendant ses études : en 1912, elle participe au concours d'affiches de la grande exposition d'art de Dresde. En 1912, elle reçoit les félicitations pour la conception d'un emballage de chocolat Stollwerck.
En 1913, la Cour impériale de Leipzig lui confia la dédicace d'une lettre de félicitations pour le 25e anniversaire du règne de l'empereur Guillaume II sur parchemin. Elle l'exposa (sous forme de photographie) un an plus tard à la Bugra, l'Exposition universelle du commerce du livre et des arts graphiques à Leipzig.

## Collections
- Bibliothèque nationale d'Allemagne